# Gatorland

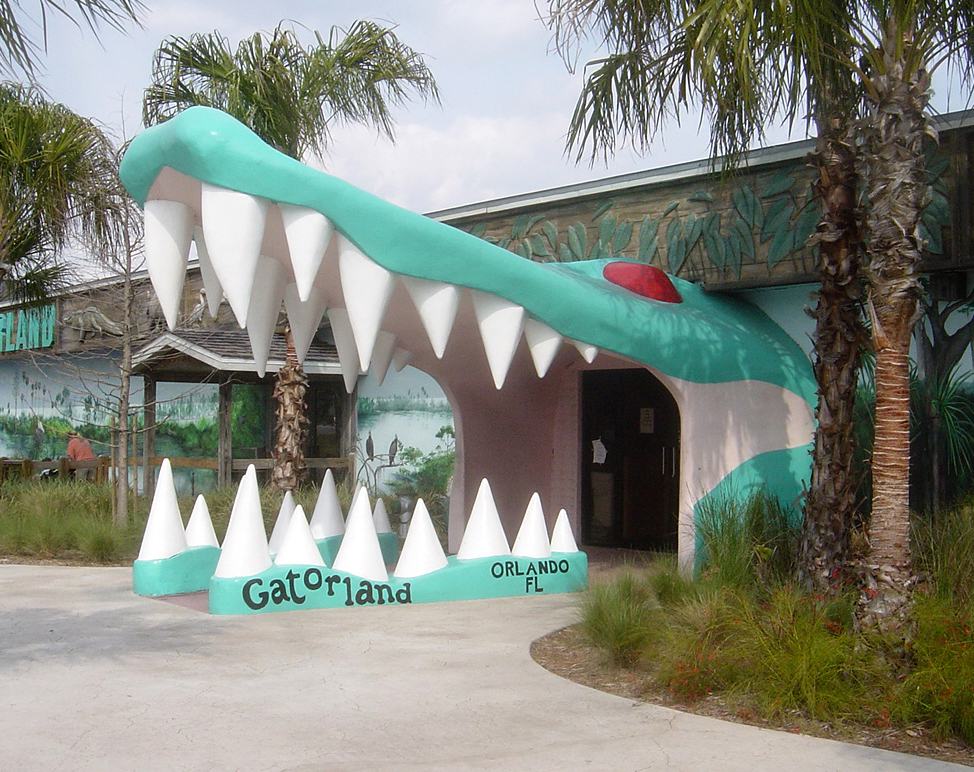
Parkeingang von Gatorland

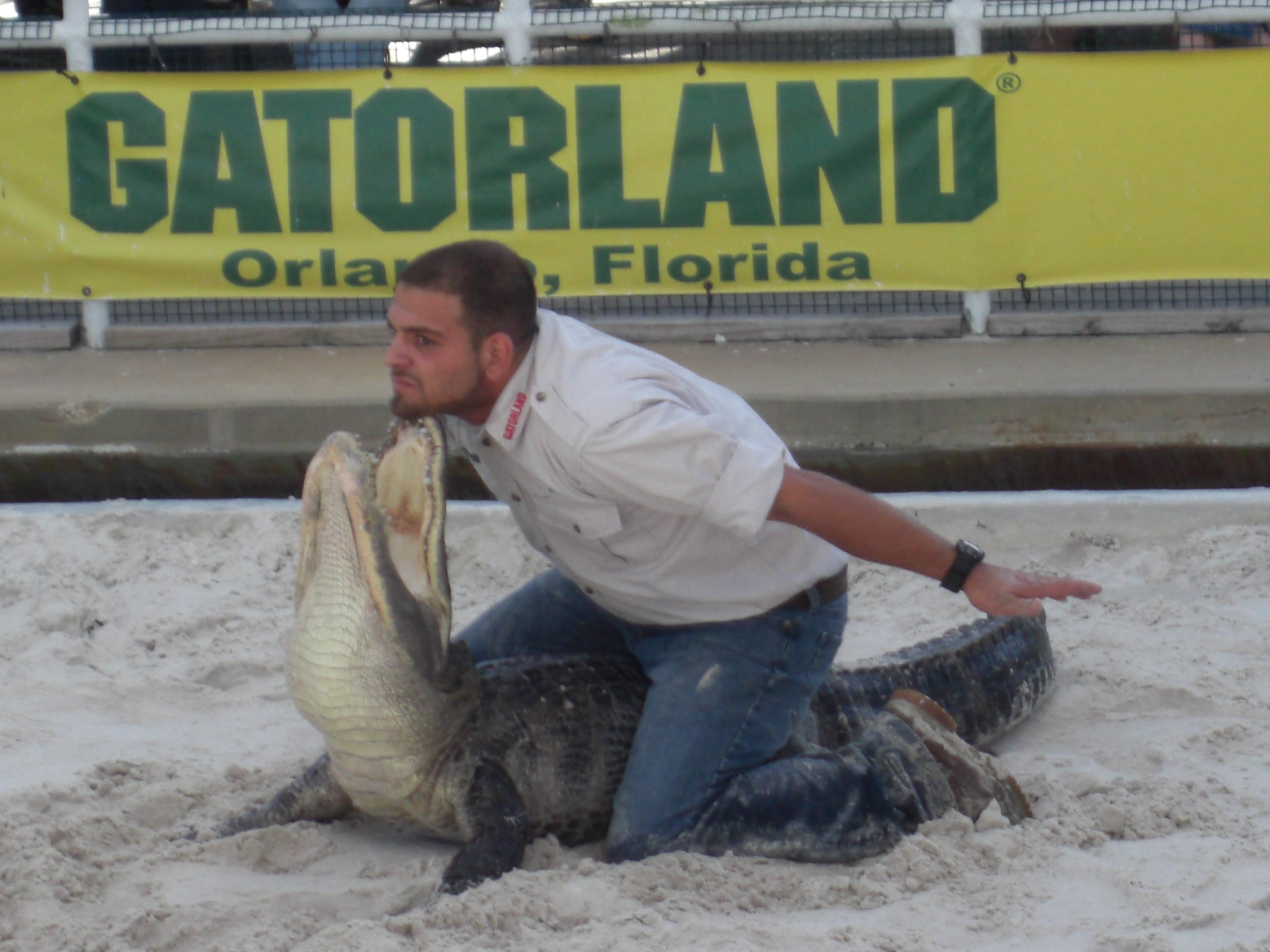
Eine Show in Gatorland

Gatorland ist ein Reptilien-Tierpark ca. 20 km südlich von Orlando im US-Bundesstaat Florida gelegen.
Der Park wurde bereits 1949 von Owen Godwin unter dem Namen Florida Wildlife Institute eröffnet, also lange bevor Walt Disney World sich in der Nähe von Orlando angesiedelt hat. 1954 wurde der Park in Gatorland umbenannt. Der seit jeher von der Familie Godwin privat betriebene Park hat 2007 eine Fläche von ca. 44 ha. Markenzeichen des Gatorlands ist der als riesiges Alligatoren-Maul 1964 eingeweihte Parkeingang.
Mehrere Hundert Alligatoren, Krokodile und Schlangen sind in dem Park zu sehen. Nach kontinuierlichen Erweiterungen sind in dem Park folgende Bereiche zu besichtigen:
- Alligator Island (Alligatoren)
- Flamingo Lagoon (Flamingos)
- Snakes Of Florida (Schlangen)
- Gatorland's Very Merry Aviary (Papageien)
- Allies Barnyard (Streichelzoo)
- Jungle Crocs (Krokodile)
- Breeding March & Bird Rookery (Brutstätte für Alligatoren und Vögel mit Sumpf und Beobachtungsturm)
- Swamp Walk (Steg-Spaziergang durch den Sumpf)
- Gator Gully Splash Park (Wasserpark)
- Gift Shop (Andenkenladen)

Außerdem werden mehrfach täglich verschiedene Shows, wie „Gator Wrestlin“, „Gator Jumparoo“ und „Upclose Encounters“ veranstaltet.